# Chimán (huyện)
Huyện Chimán là một huyện (distrito) thuộc tỉnh Panamá ở Panama. Theo điều tra dân số năm 2000, huyện này có dân số 4086 người. Huyện Chimán có diện tích 1140 km². Huyện lỵ đóng tại Chimán.